# Zenonis

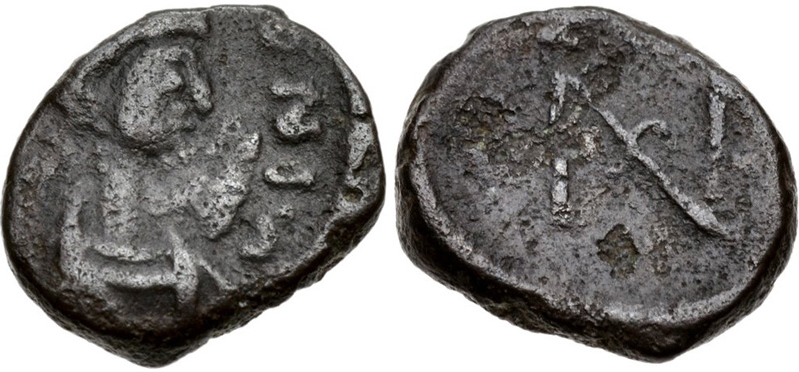
Przedstawienie cesarzowej na monetach

Zenonis (zm. 476/477) – cesarzowa bizantyńska, żona Bazyliskusa

## Życiorys
Jej pochodzenie jest nieznane. Była żoną Bazyliskusa (475-476), który zbuntował się przeciwko cesarzowi Zenonowi. Ich synem był współcesarz Marek. W sierpniu 476 kiedy cesarz Zenon powrócił do Konstantynopola i zesłał Bazyliskusa oraz jego rodzinę do Kapadocji, gdzie wszyscy ponieśli śmierć głodową.